# Góra Rusztowa
Góra Rusztowa – wzniesienie na Wyżynie Olkuskiej. Północne stoki opadają do wąwozu Skałbania, wschodnie do Doliny Prądnika, południowo-zachodnie do wąwozu Korytania, zachodnie przechodzą w wierzchowinę Wyżyny Olkuskiej.
Góra Rusztowa znajduje się w obrębie Ojcowskiego Parku Narodowego i jest całkowicie porośnięta lasem. Wznosi się w nim wiele skał. Większe z nich to: Pszczela, Kozica, Sfinks, Siodłowa, Długa Skała. Wokół skały Sfinks utworzono obszar ochrony ścisłej. Cała góra jest turystycznie niedostępna – wejście możliwe za pozwoleniem dyrekcji Ojcowskiego Parku Narodowego.